# Bracia Le Nain

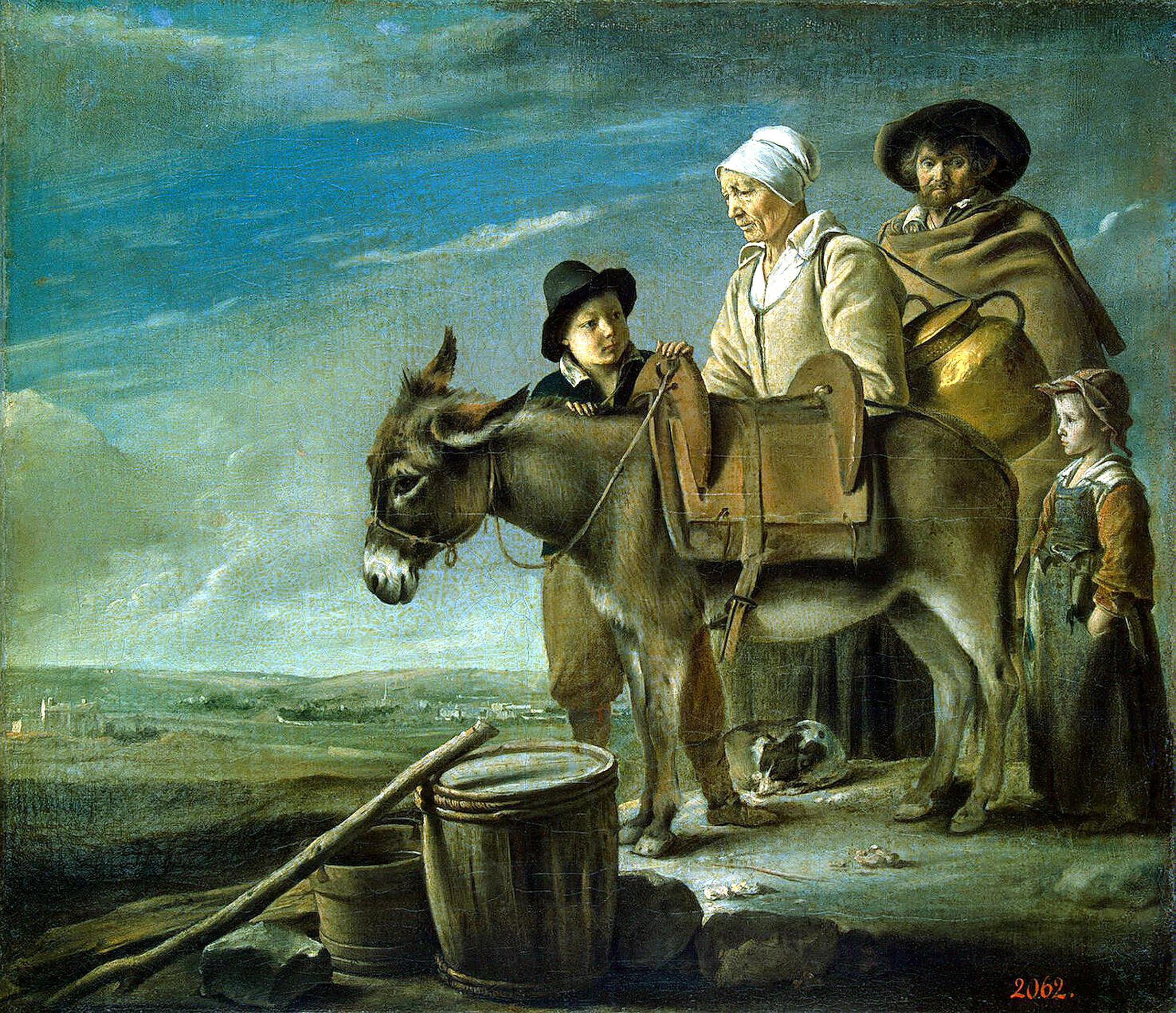
Le Nain ?, Mleczarka (Pejzaż z osiołkiem), ok. 1640, Ermitaż

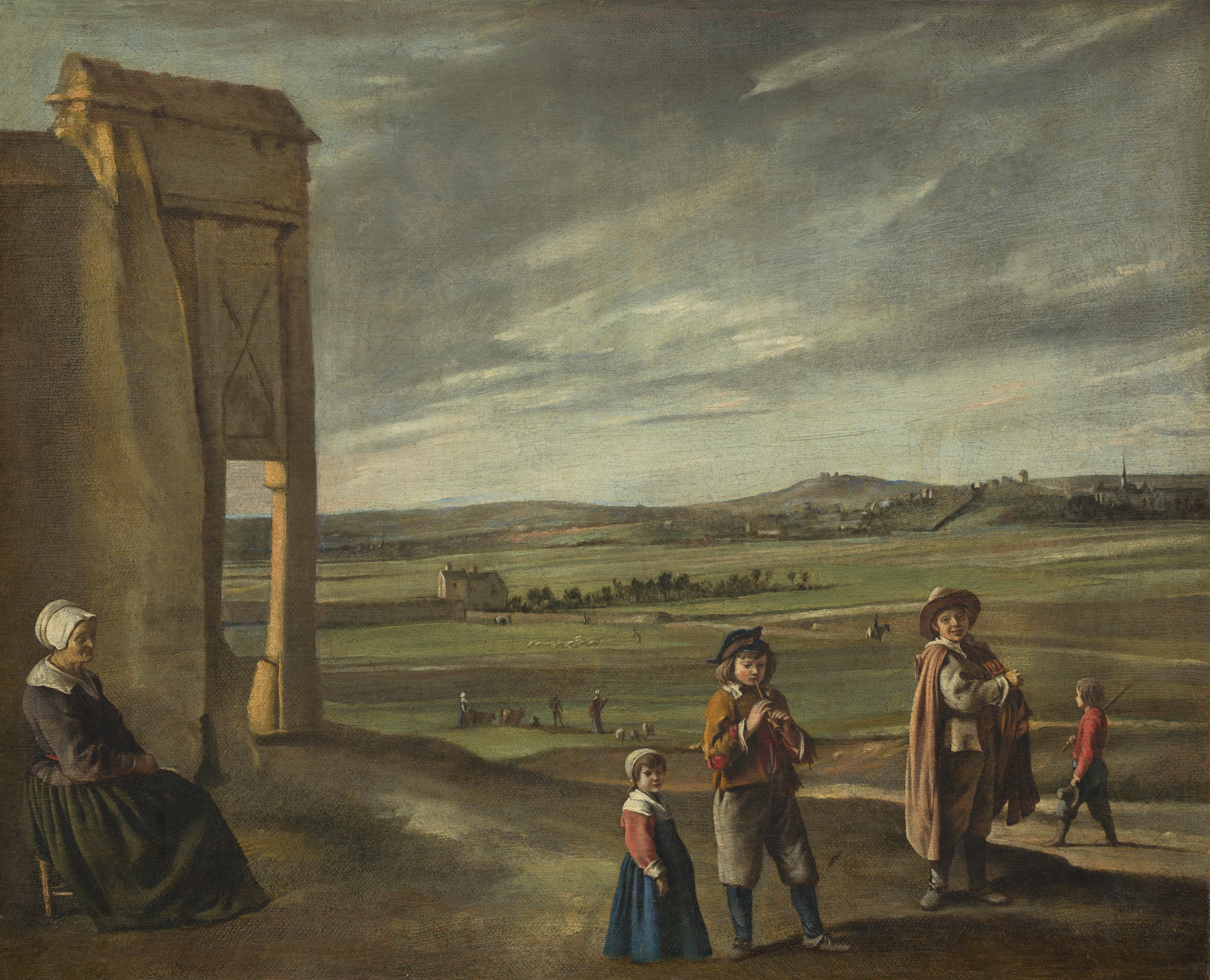
Le Nain ?, Pejzaż z wieśniakami, ok. 1640, National Gallery of Art

Le Nain – francuscy malarze, trzej bracia: Antoine (ur. ok. 1600 w Laon?, zm. 26 maja 1648 w Paryżu), Louis (ur. ok. 1593 w Laon?, zm. 24 maja 1648 w Paryżu) i Mathieu (ur. 1607 w Laon, zm. 26 kwietnia 1677). Główni przedstawiciele malarstwa realistycznego w XVII-wiecznej Francji.

## Życiorys
O życiu braci wiadomo stosunkowo niewiele. Daty ich urodzenia nie są pewne. W przypadku Antoine'a często podawana jest data 1588, a Louisa 1593; obie pochodzą z XVIII-wiecznych rejestrów Akademii i bywają obecnie powtarzane w różnych publikacjach. Równocześnie nowsze opracowania podają daty ok. 1600. Byli synami Jeanne Prévost i Isaaca Le Nain, drobnego urzędnika, sergent royal au grenier à sel w Laon. Malarstwa miał ich uczyć bliżej niesprecyzowany cudzoziemski artysta. W 1629 roku przenieśli się do Paryża, do dzielnicy Saint-Germain-des-Prés, niepodlegającej wówczas jurysdykcji miejskiej. W tym samym roku Antoine otrzymał tytuł mistrza; cztery lata później malarzem został Mathieu. W Paryżu mieli dobrze prosperującą pracownię, a znani byli zwłaszcza jako malarze portretów. W 1632 roku otrzymali od miast zlecenie na wykonanie dużego portretu ośmiu urzędników miejskich. Mathieu w 1633 miał namalować na sklepieniu kaplicy St-Germain-des-Prés sceny Zstąpienia Ducha Świętego, Wniebowzięcia Maryi i jej Koronacji. Z 1643 roku pochodzi romans Galanteries de la Cour pióra powieściopisarza Du Baila, w którym autor pod imionami Florange, Filidas i Polidor przedstawił braci Le Nain.
Wszyscy trzej 1 marca 1648 roku zostali mianowani członkami powstałej wówczas Académie Royale de Peinture et de Sculpture (Królewskiej Akademii Malarstwa i Rzeźby), jednak Antoine i Louis zmarli w dwa miesiące później i zostali pochowani w Saint-Sulpice. Po śmierci braci Mathieu zyskał znaczną pozycję. W 1649 przedstawił Akademii portret kardynała Mazarina. W 1658 roku zaczął się tytułować jako Lord La Jumelle, w 1662 został odznaczony przez króla orderem św. Michała. W niewyjaśnionych okolicznościach w 1663 roku order został mu odebrany, a trzy lata później malarz został uwięziony za dalsze jego noszenie. Prawdopodobnie był związany z zamieszkami politycznymi w okresie Frondy. Zmarł w 1667 i tak jak bracia został pochowany w Saint-Sulpice.

## Twórczość

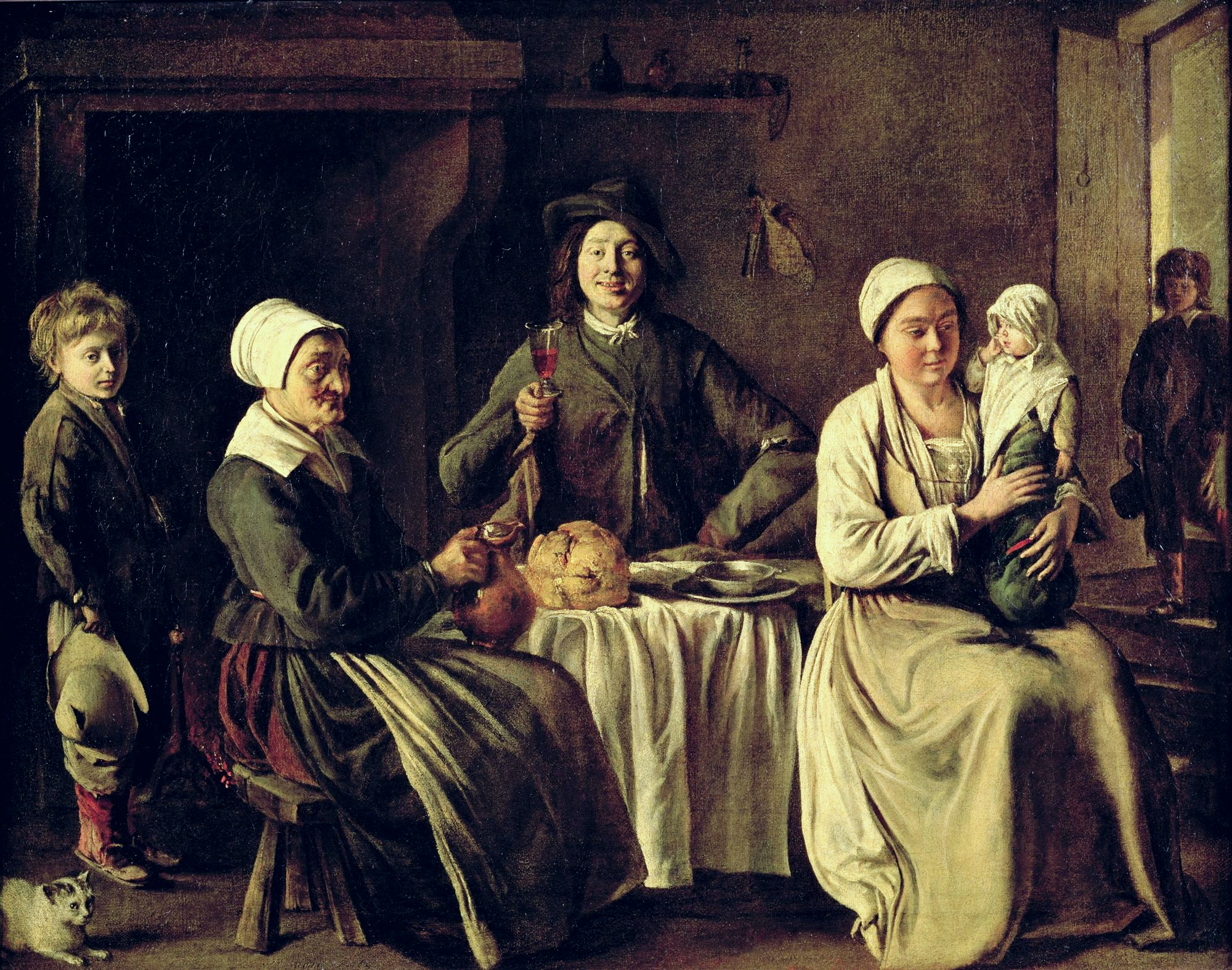
Le Nain, Powrót z chrzcin (Szczęśliwa rodzina), Luwr

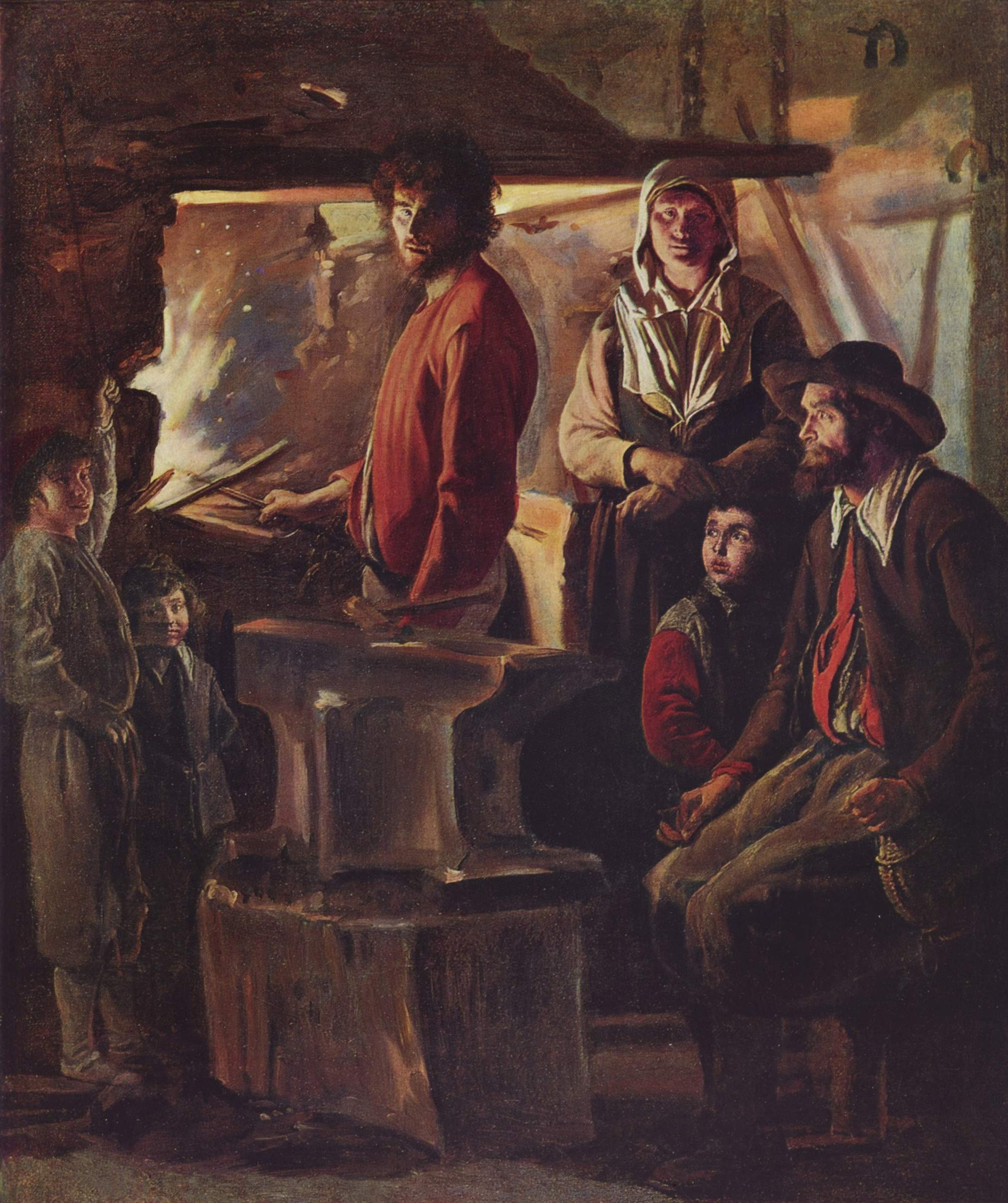
Le Nain ?, Kuźnia, Luwr

O edukacji braci w zasadzie nic nie wiadomo. Choć nie ma pewności, że odwiedzili Włochy, ich dzieła zdradzają znajomość współczesnego malarstwa włoskiego. Louis bywa nawet nazywany le Romain (rzymski). Ich dorobek, generalnie składający się z wielofigurowych przedstawień i scen chłopskich, dzielony jest na kilka grup. Pierwszą z nich, przypisywaną Antoine'owi, stanowią niewielkie obrazki, malowane na blasze lub desce, ukazujące grupę osób (zazwyczaj rodziny z kręgów burżuazji, rzadziej chłopskie) i niemal pozbawione narracji. Przykładami są Portret we wnętrzu z Luwru, Kobieta i pięcioro dzieci z NG w Londynie. Na drugą grupę składają się narracyjne dzieła, jak Zwycięstwo z Luwru czy przypisywane braciom: Ostatnia Wieczerza i Wieczerza w Emaus z Luwru. Trzecią grupę stanowią najbardziej znane dzieła Le Nain, poświęcone tematyce chłopskiej, m.in. Powrót z sianokosów (Wózek), Powrót z chrzcin (Szczęśliwa rodzina) i Posiłek chłopski z Luwru. Obrazy z dwóch ostatnich grup łączone są z Louisem i Mathieu, ale także i Antoine'em. Podział ten jest jednak bardzo umowny i różni się w zależności od poglądów badaczy. Nie wiadomo w ogóle, czy każdy z braci specjalizował się w innej tematyce czy też dostosowywali stylistykę do potrzeb zamówienia.
O ile dzieła o tematyce religijnej czy alegorycznej są zbliżone do współczesnych im obrazów flamandzkich czy włoskich, o tyle ich dorobek o tematyce chłopskiej nie znajduje paralel, chociaż to nie oni byli twórcami gatunku "scen rodzajowych". Wcześniej tematyką tą zajmowali się choćby Holendrzy czy Flamandowie. Bracia Le Nain nie wyśmiewają się z chłopów ani nie traktują ich protekcjonalnie, ale ukazują z godnością. Wieśniacy, często całe grupy lub rodziny, przedstawiani są na tle pejzażu lub we wnętrzu; niejednokrotnie patrzą uważnie w stronę widza. Brak tutaj scen pijaństwa czy uczt, malowanych przez Flamandów, a w zamian są poważne, proste, niemal nieruchome sceny rodzinne czy wiejskie. Mają one cechy pozbawionych narracji portretów zbiorowych. O ile portrety i część scen rodzajowych malowane są ciepłymi i zróżnicowanymi barwami, o tyle obrazy o tematyce wiejskiej mają bardzo ograniczoną gamę kolorystyczną, opartą na brązach, szarościach i błękitach.
Zgodnie z sentymentalną wizją XIX-wiecznego krytyka Champfleury'ego w braciach Le Nain widziano wieśniaków, którzy na przekór modom uprawiali w stolicy malarstwo realistyczne. Bracia jednak dobrze prosperowali, tworząc portrety, sceny rodzajowe oraz religijne, za które byli cenieni. Niewyjaśnione jest, kto w takim razie zamawiał dzieła o tematyce chłopskiej i kto je kupował. Nieznane są dziś niemal żadne źródła sprzed połowy XVIII wieku, które wymieniałyby właścicieli obrazów braci Le Nain. Można przypuszczać, że portrety rodzinne i sceny podobne do Oficerów w palarni zamawiała burżuazja, problem jednak stanowią sceny chłopskie, łączone z Louisem (np. Wózek). W powszechnej opinii przedstawiają wieśniaków, ale jedna z hipotez mówi, że są oni zbyt dobrze ubrani, jak na biednych rolników i że być może są to osoby pochodzące z warstwy burżuazyjnej, które zakupiły ziemie i zajmowały się nimi same bądź powierzały opiece jakiegoś farmera. Według innych badaczy za życia braci, pod koniec XVI wieku i w latach 1638-43, ich rodzinne strony (okolice Laonu) zostały splądrowane przez wojska. Malarze przedstawialiby zatem chłopów, którzy przeżyli te grabieże i na nowo cieszyli się życiem.
Z powodu podobnego stylu, jakim posługiwali się bracia oraz sygnowania dzieł tylko nazwiskiem, wydzielenie spośród całego dorobku braci twórczości poszczególnych braci napotyka na liczne trudności. Co więcej, niektóre obrazy wykonywali wspólnie. Z tych powodów najczęściej występują łącznie, jako bracia Le Nain.
Poniższa tabela zawiera 16 obrazów, sygnowanych nazwiskiem Le Nain, spośród których 10 jest opatrzonych datą. Oprócz nich istnieje cały szereg dzieł, przypisywanych na podstawie podobieństw stylistycznych braciom i ich naśladowcom.
| Tytuł                                 | Data | Wymiary (w cm) | Technika                  | Muzeum                                        | Obrazek                       |
| ------------------------------------- | ---- | -------------- | ------------------------- | --------------------------------------------- | ----------------------------- |
| Wenus w kuźni Wulkana                 | 1641 | 150×117        | olej na płótnie           | Musée St-Denis, Reims                         |                               |
| Powrót z sianokosów (Wózek)           | 1641 | 56×72          | olej na płótnie           | Luwr, Paryż                                   |                               |
| Powrót z chrzcin (Szczęśliwa rodzina) | 1642 | 61×78          | olej na płótnie           | Luwr                                          |                               |
| Posiłek chłopski                      | 1642 | 97×122         | olej na płótnie           | Luwr                                          |                               |
| Kobieta i pięcioro dzieci             | 1642 | 25×32          | olej na blasze miedzianej | National Gallery w Londynie                   | National Gallery              |
| Palarnia (Oficerowie w palarni)       | 1643 | 117×137        | olej na płótnie           | Luwr                                          |                               |
| Młodzi gracze w karty                 | 1643 | 30×38          | olej na blasze miedzianej | Clark Art Institute, Williamstown             |                               |
| Tańczące dzieci                       | 1643 | 33×40          | olej na blasze miedzianej | prywatna kolekcja, Szwajcaria                 |                               |
| Pokłon pasterzy                       | 1644 | 59×67          | olej na płótnie           | National Gallery w Dublinie                   |                               |
| Portret we wnętrzu                    | 1647 | 27×38          | olej na blasze miedzianej | Luwr                                          | Louvre                        |
| Trzej muzycy                          | ?    | 27×34          | olej na desce             | Los Angeles County Museum of Art, Los Angeles | County Museum of Art          |
| Muzycy                                | ?    | 32×40          | olej na blasze miedzianej | Luwr                                          | Louvre                        |
| Grający na flażolecie (Grajek)        | ?    | 21×29          | olej na blasze miedzianej | Detroit Institute of Arts, Detroit            | The Detroit Institute of Arts |
| Zwycięstwo (Alegoria Wiktorii)        | ?    | 151×115        | olej na płótnie           | Luwr                                          |                               |
| Żołnierze grający w karty             | ?    | 73×91          | olej na płótnie           | National Museum, Cardiff                      | National Museum               |
| Młodzi gracze karciani                | ?    | 55×64          | olej na płótnie           | Buckingham Gallery, Londyn                    | Royal Collection              |

Do dzieł przypisywanych należą m.in. Mleczarka (Pejzaż z osiołkiem) z Ermitażu, Pejzaż z wieśniakami z National Gallery of Art, Wieczerza w Emaus z Luwru, Pejzaż z kaplicą gotycką z Wadsworth Atheneum w Hartford oraz wiele innych. Wszystkich dzieł atrybuowanych braciom Le Nain jest ok. 75.